# Maxéville
Maxéville is een gemeente in het Franse departement Meurthe-et-Moselle in de regio Grand Est). De gemeente telde 10.014 inwoners op 1 januari 2022. De plaats maakt deel uit van het arrondissement Nancy.

## Geografie
De oppervlakte van Maxéville bedroeg op 1 januari 2022 5,63 vierkante kilometer; de bevolkingsdichtheid was toen 1.778,7 inwoners per km².
De onderstaande kaart toont de ligging van Maxéville met de belangrijkste infrastructuur en aangrenzende gemeenten.

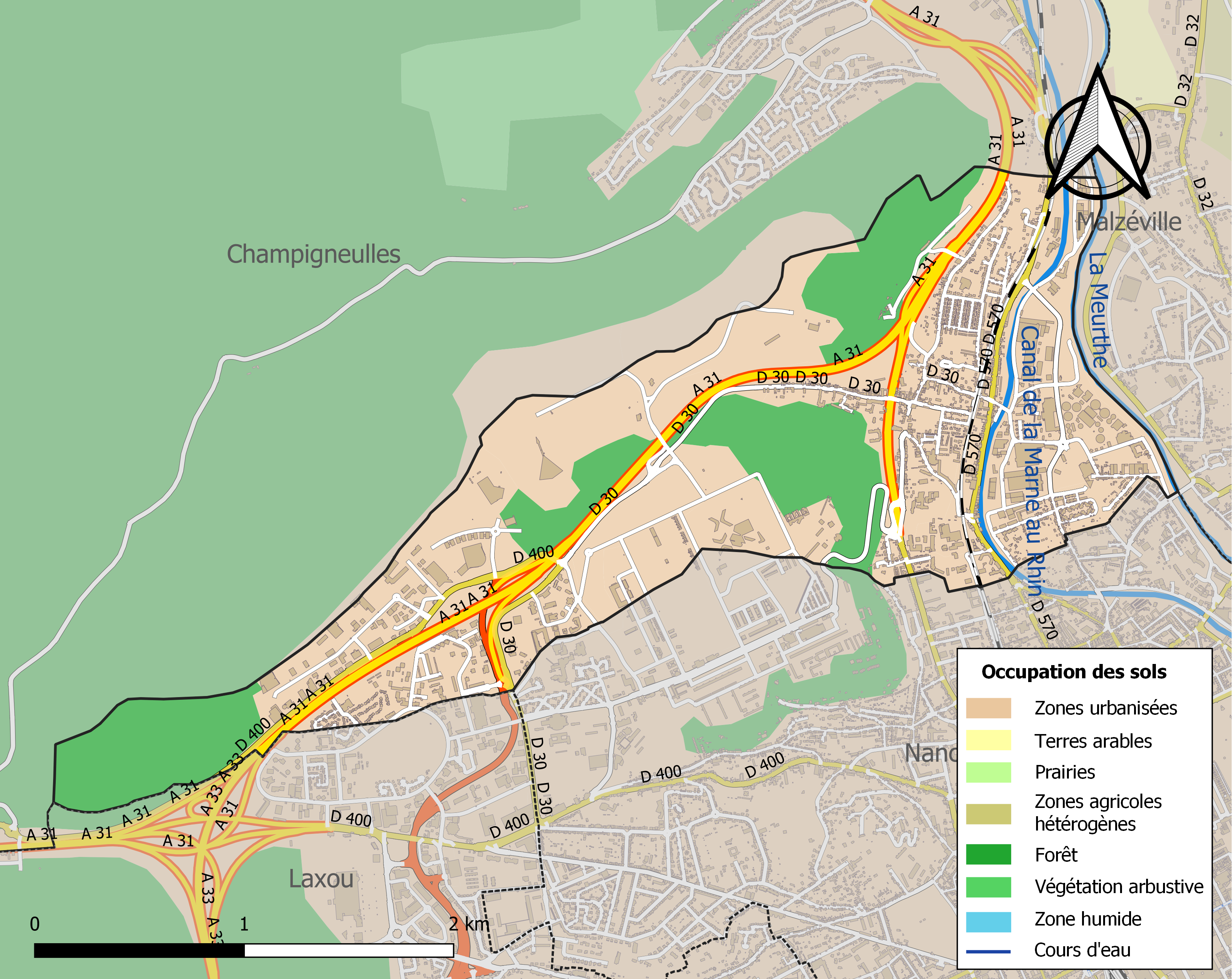

## Demografie
De figuur toont het verloop van het inwonertal (bron: INSEE-tellingen).